# Båven
Båven är en sjö som sträcker sig över Flens kommun, Gnesta kommun och Nyköpings kommun i Södermanland och som ingår i Nyköpingsåns huvudavrinningsområde. Medeldjupet är 9,4 meter och maxdjupet 52 meter. Sjön har en yta på 64,2 kvadratkilometer och befinner sig 21,1 meter över havet. Vid sin sydspets avvattnas Båven genom dammen i Sibro till Lidsjön, som i sin tur avvattnas av Husbyån.

## Beskrivning
Sjön är den största i landskapet efter Mälaren och Hjälmaren (den största som helt och hållet ligger inom landskapet).
Sjön karaktäriseras av förgreningar och många öar, strandlinjen är över 500 km. Sjön har ett förhållandevis rent vatten och ett rikt fågelliv med många fågelskyddsområden. Sjön är en av få sjöar eller vattendrag i Sverige med förekomst av mal.
Det enda samhälle som ligger direkt vid Båven är Sparreholm. Runt Båven finns ett antal slott och herrgårdar, bland dem Sparreholms slott, Vibyholms slott, och Rockelstad. 15 öar i Båven är skyddade i naturreservatet Båvenöarna vilket inrättades 1989. I norr ligger naturreservatet Sparreholms ekhagar som bildades 1994.
Inbåven är en nordlig (nordostlig) vik som har förbindelse med övriga delar av Båven genom Bocksfjärden och Jälundsund. Namnet Inbåven kvarstår även nedanför Jälundsund. Inbåven mynnar i gattet mellan Hornet och Klubben. Hornet är yttersta spetsen på Hyltingeö (se nedan) och ligger i Gryts socken. Klubben är en före detta ö, som numera genom igenväxning är förbunden med fastlandet vid Ullabergs herrgård i Björnlunda socken. Herrgården Boxtorp ligger vid Inbåvens norra strand. Cirka 3 km nordost om Inbåven ligger Stjärnhov.
Hyltingeö är en stor halvö i Båven som har förbindelse med fastlandet via ett näs och en bro. Halvön är delad mellan Hyltinge och Gryts socknar. 2004 förvärvade makarna Göran Persson och Anitra Steen fastigheten Övre Torp på Hyltingeö i Hyltinge socken.

## Delavrinningsområde
Båven ingår i delavrinningsområde (654547-156315) som SMHI kallar för Utloppet av Båven. Medelhöjden är 35 meter över havet och ytan är 284,06 kvadratkilometer. Räknas de 44 avrinningsområdena uppströms in blir den ackumulerade arean 774,18 kvadratkilometer. Husbyån som avvattnar avrinningsområdet har biflödesordning 2, vilket innebär att vattnet flödar genom totalt 2 vattendrag innan det når havet efter 49 kilometer. Avrinningsområdet består mestadels av skog (44 procent), öppen mark (10 procent) och jordbruk (19 procent). Avrinningsområdet har 67,76 kvadratkilometer vattenytor vilket ger det en sjöprocent på 23,8 procent. Bebyggelsen i området täcker en yta av 1,46 kvadratkilometer eller 1 procent av avrinningsområdet.

## Ekologi och naturmiljö
Några av Båvens kända karaktärsarter är mal, målarmussla, fiskgjuse och storlom. Sjön har ett förhållandevis rent och klart vatten men i sjöns västra delar, i närheten av Skebokvarn, är det mer näringsrikt. Där trivs den fridlysta och sägenomspunna malen. Populationen av mal i Båven är den nordligaste i Europa. Under 1900-talet fångades många malar på mellan 30 och 70 kilo i sjön. Den största bärgades av fiskaren Anders Petter Sandberg verksam vid Skedevi i västra Båven 1871. Längden var 3,6 meter och vikten 180 kg.
Gös, abborre, gädda och braxen är vanliga medan sik, lake, nors och ål hör till de mer ovanliga. Signalkräftan trivs numera i det näringsfattiga vattnet som innan kräftpesten hyste en livskraftig stam flodkräfta. Den förhållandevis goda vattenmiljön i det meandrande strömdraget Natängsån, som rinner ut i norra delen av sjön, hyser den sällsynta tjockskaliga målarmusslan. Denna raritet trivs också i ån nedom Sibro kvarn: vid utloppet mot Lidsjön.
Annars är Båven mest känd för sina talrika fiskgjusar och storlommar. Numera är också havsörnen ett vanligt inslag. Klövviltstammarna domineras av dovhjort och rådjur medan älgen syns mera sällan. Utter och bäver blir allt vanligare och mink är här som på många andra ställen en svår plåga för fågellivet. En annan art som kan liknas vid invasiv är skarven som de senaste tjugo åren, i tusental kalasat på fiskbeståndet.
Båven har varit föremål för flera naturskyddsåtgärder sedan 1970-talet då den efter en insats från “Båvengruppen” klassades som ”riksintresse för naturvård” och Båvenplanen fastslogs. På många öar monterades upp skyltar som informerade om fågelskydd 1 april – 31 augusti.
Därefter har flera skyddsvärda miljöer skyddats genom naturreservat som exempelvis Dagnäsön (1973), halvön känd för sin rara flora. Naturreservatet Båvenöarna med 15 öar vilket inrättades 1989. I norr ligger naturreservatet Sparreholms ekhagar som bildades 1994. Det senaste tillskottet naturreservatet Hornafjärden som består av nio öar i östra Båven upprättades 2014. Utöver alla reservat och fågelskyddsområden är hela Båven ett Natura 2000 område. Likväl har Båvens vattenmiljö förändrats radikalt de senaste trettio åren. Flera invasiva vattenväxter breder ut sig över bottnarna och den årligen återkommande algblomningen blir alltmer omfattande.

## Galleri

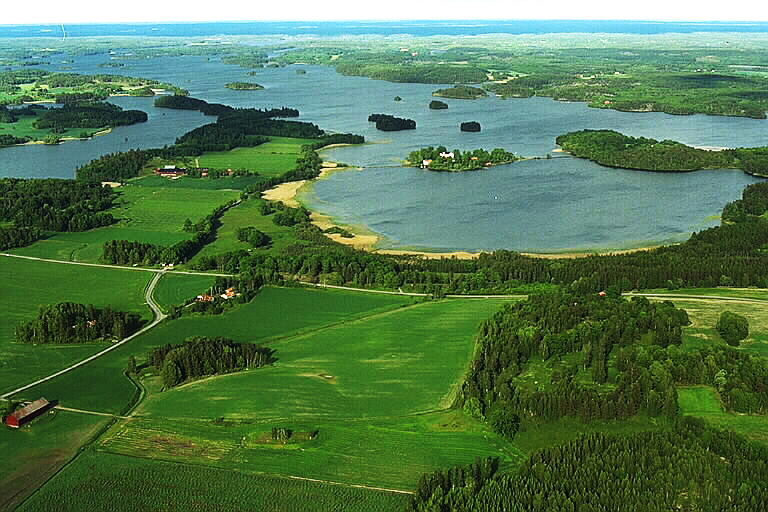
Båven och Vibyholm 12 juni 1994.
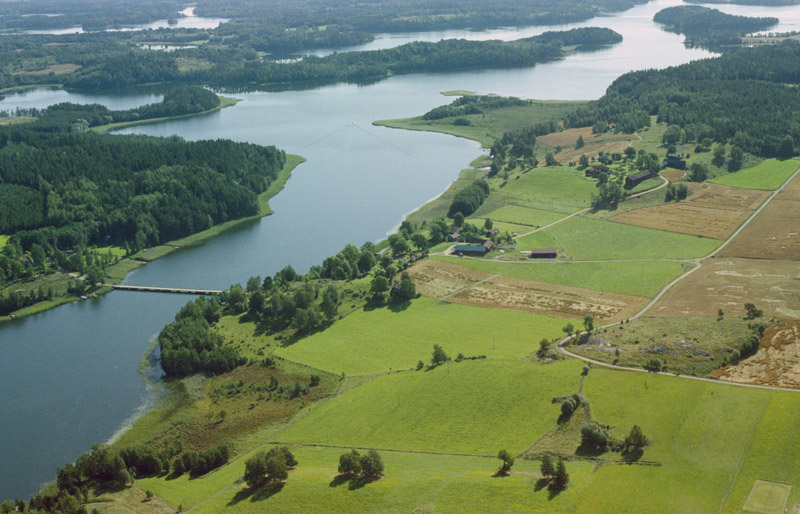
Jälund vid viken Inbåven.
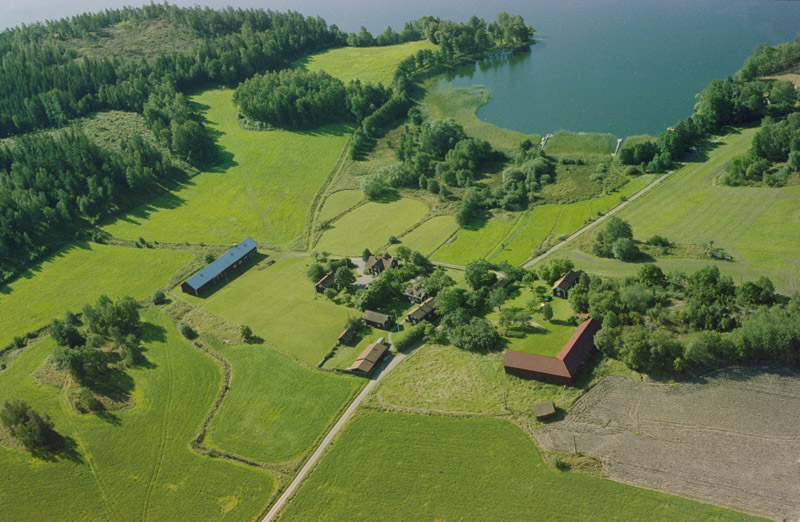
Sörby vid Sörbyviken.
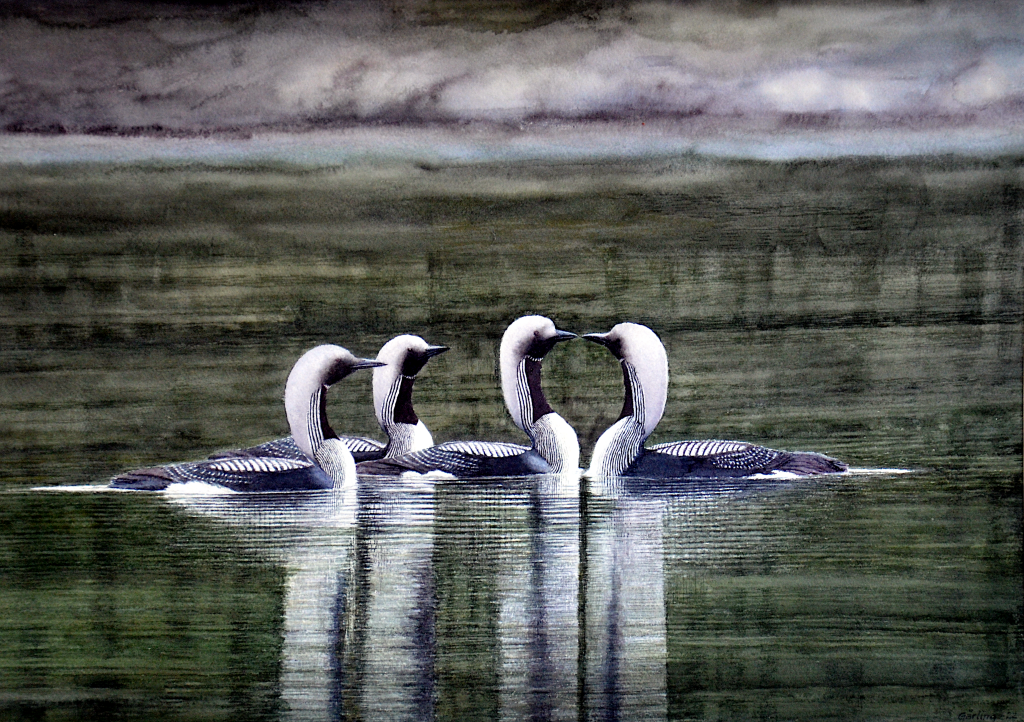
Storlom (Gavia Arctica) på Båven. Akvarell av Mats Gärling.
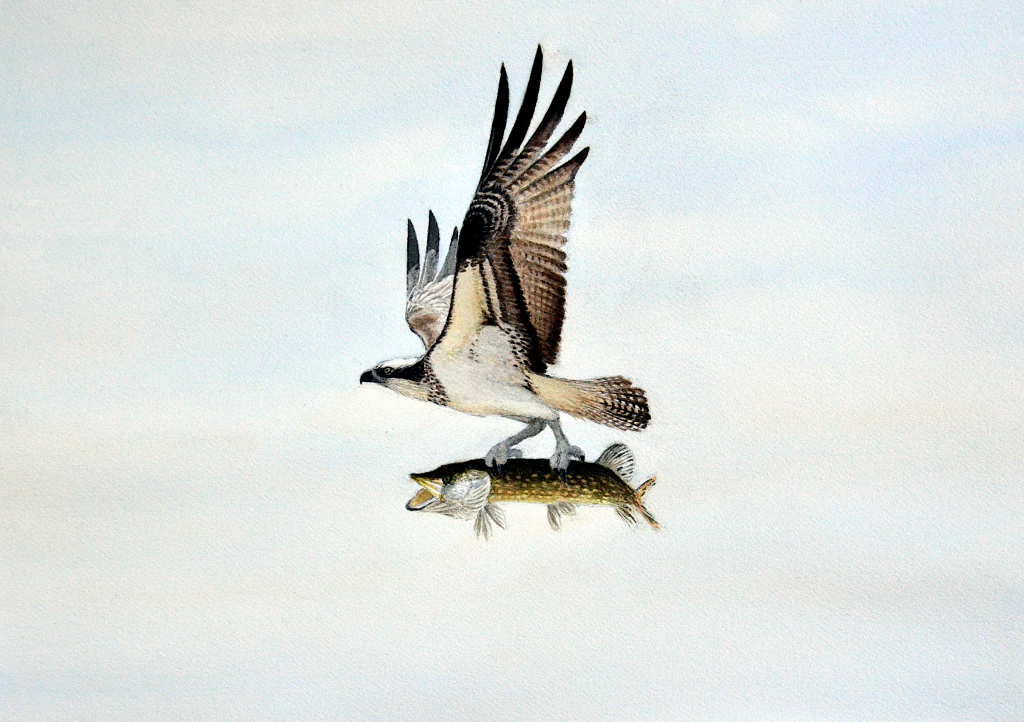
Fiskgjuse (Pandion haliaetus) med gädda över Båven. Akvarell av Mats Gärling, 2023.
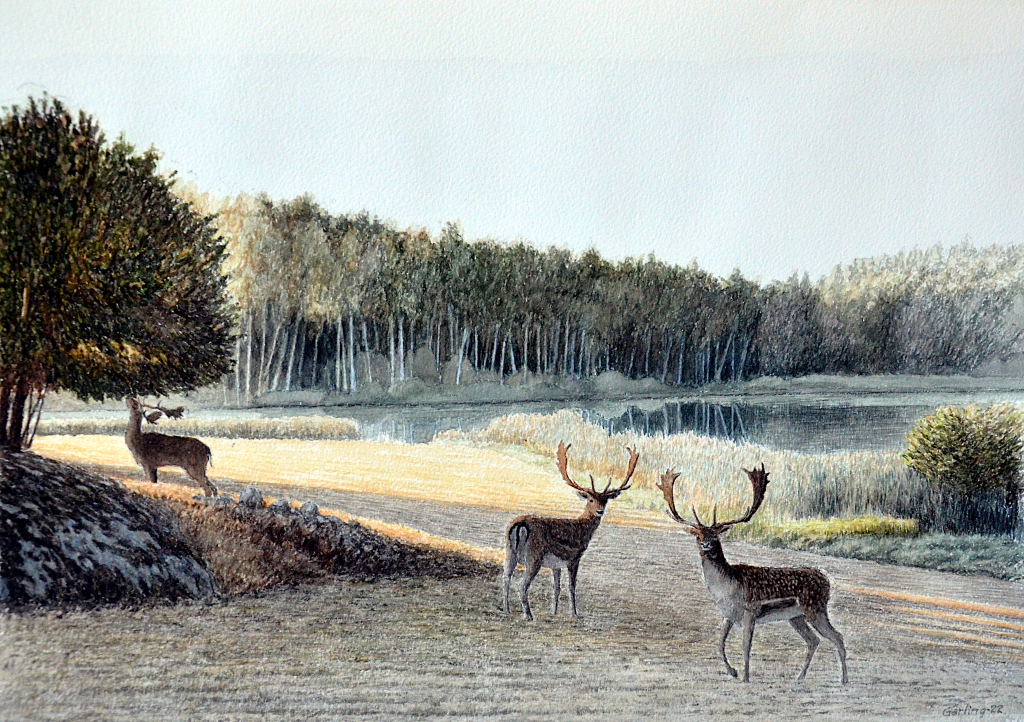
Kronhjortar på Hyltingeö, Båven. Akvarell av Mats Gärling, 2023.